# Filistata albens
Espèce
Filistata albens est une espèce d'araignées aranéomorphes de la famille des Filistatidae.

## Distribution
Cette espèce est endémique d'Israël. Elle se rencontre dans le Néguev.

## Description
Le mâle holotype mesure 4,42 mm.
Le mâle décrit par Zonstein et Marusik en 2024 mesure 4,16 mm et la femelle 5,02 mm.

## Systématique et taxinomie
Cette espèce a été décrite par Zonstein et Marusik en 2019.

## Publication originale
- Zonstein & Marusik, 2019 : « A revision of the spider genus Filistata (Araneae: Filistatidae). » Arachnology, vol. 18, no 2, p. 53-93.